# Municipio de Cedral
El municipio de Cedral es uno de los 59 municipios que constituyen el estado mexicano de San Luis Potosí. 

## Geografía
El municipio de Cedral se encuentra en el norte del estado de San Luis Potosí. Tiene una superficie aproximada de 1170 km², que representan el 1.96% de la extensión total del estado.
Limita al norte con el municipio de Vanegas y el estado de Nuevo León; al este con el estado de Nuevo León y el municipio de Matehuala; al sur con los municipios de Matehuala, Villa de la Paz y Catorce; y al oeste con los municipios de Catorce y Vanegas.
Cedral, cabecera del municipio, se encuentra en la ubicación 23°49′18″N 100°43′19″O / 23.82167, -100.72194, a una altitud de 1700 m s. n. m.
Según la clasificación climática de Köppen el clima de Cedral corresponde a la categoría BSk, (semiárido frío o estepario).

## Demografía
La población total del municipio de Cedral es de 19 840 habitantes, lo que representa un crecimiento promedio de 0.73 % anual en el período 2010-2020 sobre la base de los 18 485 habitantes registrados en el censo anterior. Al año 2020 la densidad del municipio era de 16,97 hab/km².
| Gráfica de evolución demográfica de Municipio de Cedral entre 2000 y 2020 |
|                                                                           |
| Fuente: Instituto Nacional de Estadística Geografía e Informática         |

En el año 2010 estaba clasificado como un municipio de grado muy bajo de vulnerabilidad social, con el 10.68% de su población en estado de pobreza extrema.
La población del municipio está mayoritariamente alfabetizada (7.72% de personas analfabetas al año 2010), con un grado de escolarización en torno de los 7.5 años. Solo el 0.62% de la población se reconoce como indígena.
El 89.49% de la población profesa la religión católica. El 5.13% adhiere a las iglesias Protestantes, Evangélicas y Bíblicas.

### Localidades
Según el censo de 2010, la población del municipio se distribuía entre 69 localidades, de las cuales 46 eran pequeños núcleos de carácter rural de menos de 100 habitantes.
Las localidades con mayor número de habitantes y su evolución poblacional son:
| Localidad             | Población 2010 | Población 2020 |
| Total Municipio       | 18 485         | 19 840         |
| Cedral                | 11 468         | 12 807         |
| Cerro de Flores       | 331            | 292            |
| El Blanco             | 470            | 521            |
| Lagunillas            | 279            | 250            |
| Noria de Dolores      | 325            | 334            |
| Presa Verde           | 444            | 333            |
| Refugio de las Monjas | 333            | 384            |
| San Isidro            | 1152           | 1383           |
| Santa Rita del Sotol  | 335            | 270            |

## Economía
Según los datos relevados en 2010, 2269 personas desarrollaban su actividad en el sector primario (agricultura, ganadería, aprovechamiento forestal, pesca y caza). En segundo lugar, 842 personas estaban ocupadas en el comercio minorista. Ambos sectores concentraban prácticamente la mitad de la población económicamente activa del municipio.
Según el número de unidades activas relevadas en 2019, los sectores más dinámicos son el comercio minorista, la elaboración de productos manufacturados y en menor medida la prestación de servicios de alojamiento temporal y de preparación de alimentos y bebidas.

## Educación y salud
En 2010, el municipio contaba con escuelas preescolares, primarias, secundarias y dos escuelas de educación media (bachilleratos). Contaba con 8 unidades destinadas a la atención de la salud, con un total de 14 personas como personal médico.

El 28.4% de la población, (4943 personas), no habían completado la educación básica, carencia social conocida como rezago educativo. El 6.7%, (1167 personas) carecían de acceso a servicios de salud.